# ردموند وات
ردموند وات (انگلیسی: Redmond Watt؛ زادهٔ ۱۹۵۰ (۷۴–۷۵ سال)) فرد نظامی اهل بریتانیا است. وی برندهٔ جوایزی همچون نشان حمام، نشان سلطنتی ویکتوریایی، و نشان امپراتوری بریتانیا شده است.
ردی وات در کالج ایتون و کلیسای مسیح، آکسفورد تحصیل کرد و در سال ۱۹۷۲ به گارد ولز پیوست. او در سال ۱۹۸۲ از کالج ستاد، کمبرلی، فارغ‌التحصیل شد و همچنین دوره فرماندهی عالی و ستاد را به پایان رساند. او در ۳۰ ژوئن ۱۹۸۸ به درجه سرهنگ دومی ارتقا یافت و در سال ۱۹۹۰ به عنوان فرمانده گردان اول گارد ولز منصوب شد. در ۳۰ ژوئن ۱۹۹۳ به درجه سرتیپ ارتقا یافت و از سال ۱۹۹۴ تا ۱۹۹۵ به عنوان فرمانده تیپ سوم پیاده‌نظام خدمت کرد، در سال ۱۹۹۶ به عنوان فرمانده نشان امپراتوری بریتانیا منصوب شد و سپس در سال ۱۹۹۷ به عنوان مدیر مطالعات و معاون فرمانده (زمین) کالج فرماندهی و ستاد خدمات مشترک منصوب شد. در ۱۷ آگوست ۱۹۹۸، او به درجه سرلشکری ارتقا یافت و به عنوان افسر کل فرمانده لشکر اول زرهی (بریتانیا) شد که به عنوان لشکر چند ملیتی ستاد (جنوب غربی) به بوسنی اعزام شد.
وات در سال ۲۰۰۰ به عنوان سرلشکر فرمانده لشکر خانگی و افسر کل فرمانده منطقه لندن منصوب شد و در این سمت نقش مهمی در مراسم تشییع جنازه ملکه مادر در سال ۲۰۰۲ داشت. او در سال ۲۰۰۳ فرمانده ارتش میدانی شد و در سال ۲۰۰۴ به عنوان فرمانده شوالیه نشان سلطنتی ویکتوریا مفتخر به دریافت نشان شوالیه شد. در سال ۲۰۰۵ به عنوان افسر کل فرمانده ایرلند شمالی منصوب شد: در این نقش، او از برنامه‌ریزی بلندمدت حمایت کرد و اظهار داشت که چنین درس‌هایی را می‌توان در عراق به کار برد. از سال ۲۰۰۶ تا ۲۰۰۸، او فرمانده کل قوا، فرماندهی زمینی بود. او در سال ۲۰۰۸ به عنوان فرمانده شوالیه نشان حمام منصوب شد و اواخر همان سال از ارتش بازنشسته شد.